# Польный Мукаров
Польный Мукаров (укр. Пільний Мукарів) — село в Дунаевецком районе Хмельницкой области Украины.
Население по переписи 2001 года составляло 420 человек. Почтовый индекс — 32436. Телефонный код — 3858. Занимает площадь 1,319 км². Код КОАТУУ — 6821881202.
Местный совет: 32436, Хмельницкая обл., Дунаевецкий р-н, с. Вихровка, ул. Ленина, 4

## История
Первое упоминание о Мукарове относится к 1404 году, когда король Владислав дал Петру Шафрану огромное поместье на Подолье — Сатанов и Зеньков с окрестностями, а с ними и Нижний Мукаров. Все эти поместья впоследствии выкупил у него за 1 000 пражских грошей князь Витовт. После смерти Витовта эти поместья переданы Ягайлом польскому вельможе Петру Одровонжу за военные заслуги, что и подтверждено грамотой короля Владислава III от 1440 года.
В 1958 году колхоз имени Войкова был объединён с Польномукаровским колхозом имени Ленина, а в 1961 году присоединены и колхоз имени XVI партсъезда села Могилёвка. Хозяйство названо «Путь к коммунизму».